# Papoeabuidelslaapmuis
De Papoeabuidelslaapmuis (Cercartetus caudatus) is een klimbuideldier uit het geslacht der buidelslaapmuizen (Cercartetus).

## Kenmerken
De bovenkant van het lichaam is bruingrijs en gaat via de geelbruine flanken geleidelijk over tot de witte onderkant. Net als bij andere buidelslaapmuizen zit er een grote zwarte vlek om elk oog. De lange, donkerbruine staart is op de wortel na naakt. De kop-romplengte bedraagt 100 tot 110 mm, de staartlengte 128 tot 150 mm en het gewicht 25 tot 40 g in Australië. Bij de Nieuw-Guinese dieren bedraagt de kop-romplengte 86,5 tot 109 mm, de staartlengte 140 tot 158 mm, de achtervoetlengte 15 tot 18,4 mm, de oorlengte 13 tot 17,5 mm en het gewicht 15,5 tot 24 g.

## Leefwijze
Deze soort is 's nachts actief, leeft in bomen en eet geleedpotigen en nectar. Dit dier vindt beschutting in een rond nest van bladeren, dat het bouwt in een boomholte of op een andere beschutte plaats.

## Voortplanting
Van augustus tot november en van januari tot februari zijn er geboortes waargenomen. Er worden tot vier jongen geboren, die na 66 tot 80 dagen gespeend worden.

## Verspreiding
Deze soort komt voor in de bergen van Nieuw-Guinea, op 1500 tot 3450 m hoog, op het nabijgelegen eiland Fergusson en in Noordoost-Queensland, in regenwoud en eik- en eucalyptusbossen tussen Cooktown en Mount Spec.

## Ondersoorten
Er worden twee ondersoorten erkend:
- Cercartetus caudatus caudatus (Milne-Edwards, 1877) – komt voor op Nieuw-Guinea.
- Cercartetus caudatus macrurus (Mjöberg, 1916) – komt voor in noordoost-Queensland in Australië.

De Australische populatie wordt als een aparte ondersoort gezien. Deze dieren zijn groter, hebben een kortere staart en wegen minder dan Nieuw-Guinese dieren. Het is goed mogelijk dat C. c. macrurus in feite een aparte soort is. Op Nieuw-Guinea komt deze soort alleen voor op de Centrale Cordillera en het Huon Peninsula, maar niet op bergen in de buurt van de Centrale Cordillera als Mount Karimui of de North Coast Ranges.